# De duivel te gast
De duivel te gast is een sage uit Limburg.

## Het verhaal
In Weert speelde men kaart van het oud en nieuw. Dit feest kan gevierd worden door te bidden, te zwetsen of te kaarten. Pieter Jannus, de waard van het koffiehuis, doet dit met een clubje wat jaarlijks wekelijks bij elkaar komt. De zondag voor kerstmis zijn ze bij Pieter en drinken een pint. Ze besluiten naar de nachtmis te gaan op woensdag. De waard spot hiermee en zegt dat ze wel wakker moeten blijven, ze besluiten te kaarten tot de mis begint. Op vierentwintig december gaan de mannen naar de kroeg, maar Pieter Jannus speelt niet mee. Hij gaat om elf uur naar bed en de andere mannen spelen door. De mannen raken verhit en om kwart voor twaalf willen drie van de vier mannen weg. Maar hun gezel zegt dat ze door moeten spelen, al zal de duivel zelf meedoen. Dan komt een heer binnen en neemt zijn plek in. Hij heeft hun gelach gehoord en schenkt de glazen vol uit een lege kan.
De mannen beginnen weer met het spel en de heer laat hen winnen. De mannen vergeten de tijd en als de kloosterklok slaat en de vromen naar de kerk gaan, kijken ze begerig naar het geld. Er valt een kaart en een man wil deze pakken, maar hij schrikt. Zijn vrienden kijken ook onder de tafel en ze zien paardenhoeven. Ze slaan een kruis en het lijkt alsof de heer een speer in zijn lichaam voelt. De man vlucht naar buiten en laat een stank achter. De mannen zijn gelukkig en zien de stapel gouden dubloenen, maar dit is verkoold. Ze rennen naar de kerk en smeken verlost te worden van de Boze. De geestelijke gaat met hen mee en zegt gebeden op in de kroeg. Pieter Jannus wordt wakker en hoort wat er is gebeurd. Hij besluit dat er nooit meer zal worden gekaart en als de lente aanbreekt, laat hij zijn huis tot boerderij verbouwen. Hij laat een kruis boven iedere ingang hangen en het nieuws verspreidt zich snel. Het wordt eeuwenlang doorverteld en er kwam nooit meer een ruit in het raam waar de duivel door vluchtte.